# Nakadomari (site archéologique)
Nakadomari (仲泊遺跡, Nakadomari iseki) est un site archéologique des périodes préhistorique et moderne situé à Onna sur l’île d’Okinawa. Il s’agit d’un site complexe qui inclut des vestiges du Kaizuka Ancien Phases IV et V et du Kaizuka Récent, ainsi que du Royaume de Ryūkyū pour l’époque moderne. Il est situé sur un affleurement calcaire d’une trentaine de mètres de haut, le long de la côte, près de la limite entre Nakadomari et Yamada, dans le village d’Onna. Une rivière coule depuis les collines à l’arrière du site jusqu’à la mer.

Le site a été fouillé entre 1974 et 1977. Il inclut quatre amas coquilliers de la Période Kaizuka, certains avec des vestiges d’habitations, une grotte avec une occupation de la Période Kaizuka et la route pavée Hiyagonbira de l’époque moderne,. Les sites de la Période Kaizuka, et spécialement l’Amas Coquillier No.4, ont livré des tessons de poterie qui sont devenus le type-référence pour la  Poterie Nakadomari (仲泊式土器, Nakadomari shiki doki), un type de poterie représentatif du Kaizuka Ancien Phase IV, ainsi que des outils lithiques en obsidienne importée de l’île japonaise de Kyūshū, de la poterie japonaise datée de la Période Yayoi et même des outils en bois, qui furent à l’époque les premiers outils en bois retrouvés sur l’île d’Okinawa pour cette période. Plusieurs des sites incluent des habitations en abri-sous-roche. Il s’agissait à l’époque des premiers habitats en abri-sous-roche avoir été découverts sur Okinawa.

## Description

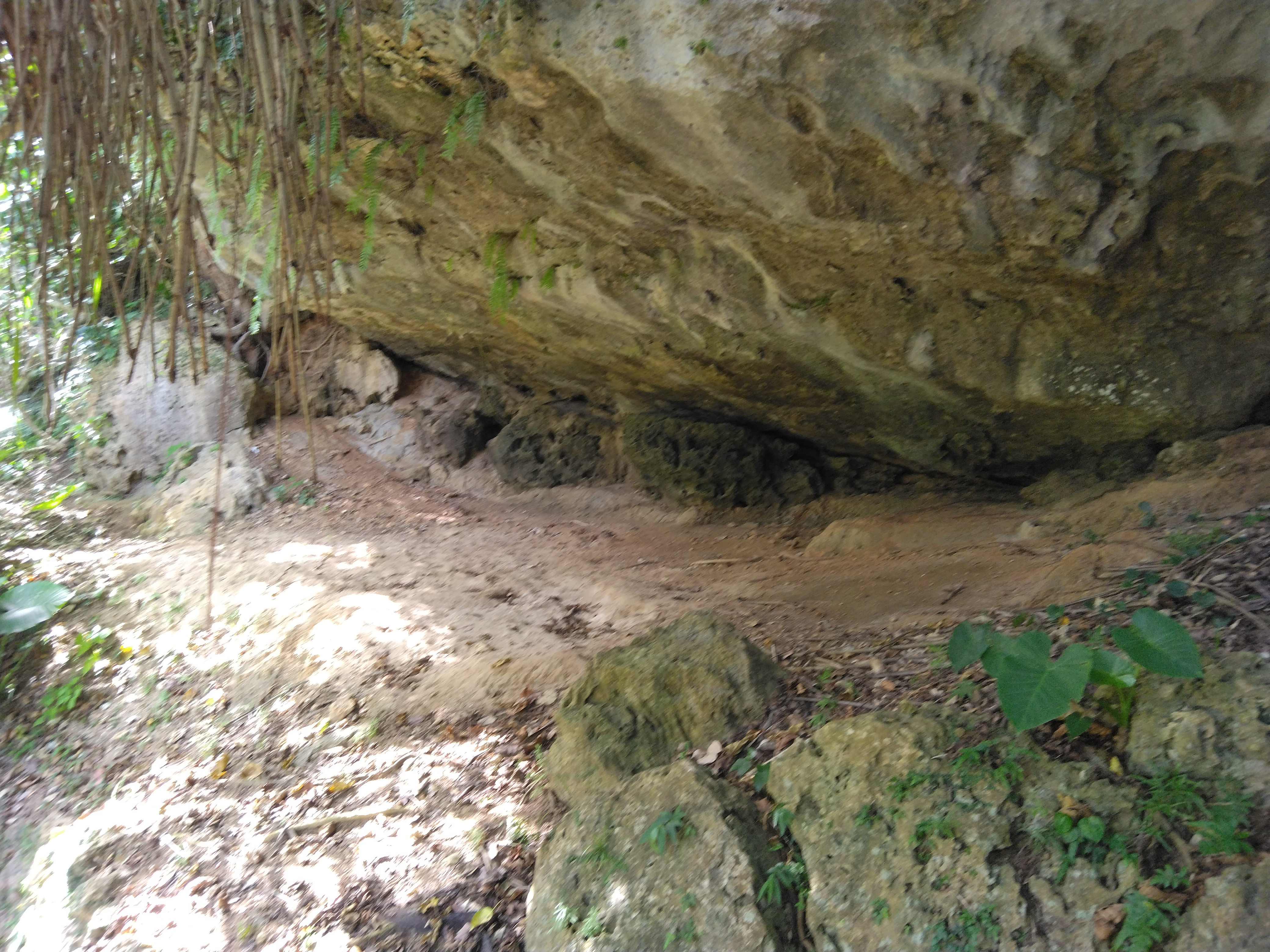
Amas coquillier No.3

Les abris-sous-roches de la Grotte No.1 et de l’Amas Coquillier No.4 incluent des habitations partiellement pavées de pierres, alors que celui de l’Amas Coquillier No.3 présente un simple habitat en abri-sous-roche.
La Grotte No.1 est située au pied de la colline, et l’intérieur de la grotte ainsi qu’une partie de la zone à l’entrée étaient pavés avec de l’ardoise. Il y avait une zone brûlée près de l’entrée interprétée comme un foyer. La grotte présentait une stratigraphie complexe avec plusieurs unités stratigraphiques incluant du charbon. Elle est interprétée comme un site d’habitat occupé de la fin du Kaizuka Ancien Phase IV au Kaizuka Récent,. Avant les fouilles archéologiques, elle était utilisée en tant que tombe à exposition et contenait des os humains, ainsi que des zushis (urnes funéraires) en pierre et en céramique.
L’abri-sous-roche de l’Amas Coquilliers No.4 était également partiellement pavé de pierres. C’est là qu’ont été collectés les premiers exemples de tessons du type Nakadomari, dont le style pourrait avoir été influencé par la poterie d’Amami. Comme pour la Grotte No.1, la stratigraphie était complexe avec plusieurs unités stratigraphiques contenant du charbon, avec des occupations depuis le Kaizuka Ancien Phase IV jusqu’au Kaizuka Récent.
L’habitat de l’Amas Coquilliers No.3, daté du Kaizuka Ancien Phase V, est installé sous un abri-sous-roche de 8 mètres de large et 4 mètre de profondeur, qui s’ouvre à 2 mètres au dessus du sol dans une falaise calcaire. Il ne présente pas de pavement, mais le sol a été artificiellement aplati et il y a des trous de poteaux alignés à l’entrée de l’abri-sous-roche. Il comprenait un foyer cerclé de pierres. Les occupations préhistoriques sont datées du Kaizuka Ancien Phases IV et V, avec des contextes du Kaizuka Récent seulement à l’extérieur de l’abri-sous-roche devant l’entrée. Les découvertes incluent de la poterie et un bracelet en coquillage, ainsi que des outils lithiques. Une partie du site a été détruit à l’époque moderne quand la route Hiyagonbira a été pavée. Le site a également été utilisé comme tombe à exposition et il y a un mur de pierres qui enclot une zone de 4 x 2 mètres. La tombe contenait des os humains, et des zushis (urnes funéraires) en pierre et en céramique,.
L’Amas Coquillier No.2 est situé au pied de la colline de calcaire. Il s’agit du site qui a livré l’obsidienne provenant de l’île japonaise de Kyūshū, ave d’autres outils lithiques et des perles en coquillage. Son occupation est datée du Kaizuka Ancien Phases IV à V.
 
L’Amas Coquillier No.1 a livré l’une des plus grandes haches en pierre retrouvées dans la préfecture d’Okinawa (30,2 centimètres de long pour 2 830 grammes), ainsi que des outils en coquillage.

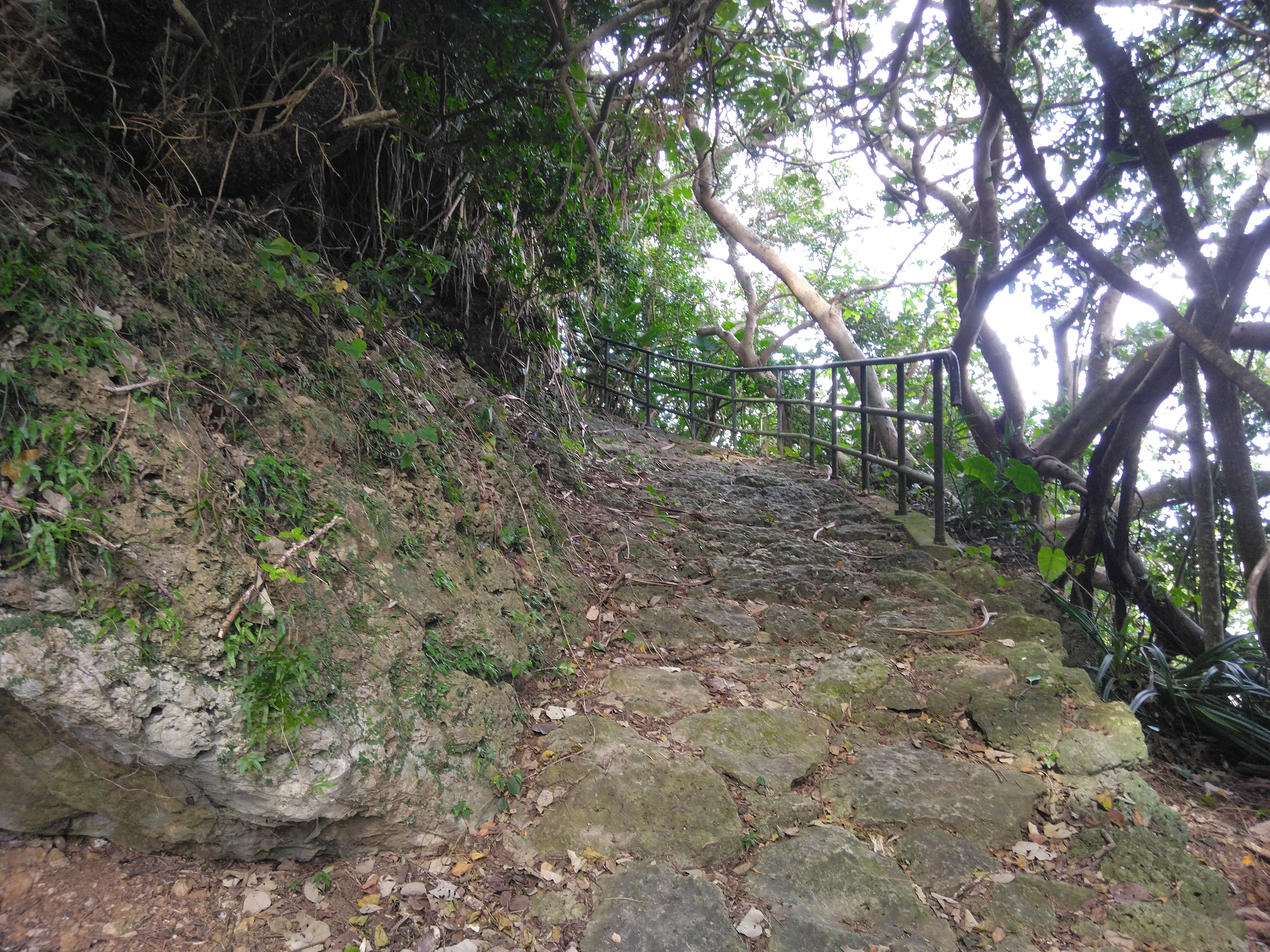
Route pavée de Hiyagonbira

La route pavée de Hiyagonbira (lit.« la colline de Hiyagon ») traverse la colline. Il s’agit d’un tronçon de l’une des sept routes principales du Royaume de  Ryūkyū qui partait du château de Shuri, la Route de la Côte Ouest. Elle a été détruite principalement à la fin de l’Ère Meiji, quand le gouvernement japonais a développé le système routier. La route pavée de Hiyagonbira a été créée par l’aplatissement artificiel d’une partie de la pente naturelle. Elle était pavée de calcaire et bordée de murs en pierre à plusieurs endroits. Elle mesure 1.5 à 3 mètres de large et est conservée sur une longueur de 174 mètres,,.

## Histoire des découvertes et conservation
- 1954 Découverte de l’Amas Coquillier No.1 par Shinjun Tawada[6].
- 1959 Découverte de l’Amas Coquillier No.2 par Shinjun Tawada[6].
- 1973 Découverte de l’Amas Coquillier No.3 par le Bureau Culturel de la Préfecture d’Okinawa à l’occasion de travaux d’extension de la Route Nationale 58 par le Ministère du Développement d’Okinawa.
- Fouilles archéologiques entre 1974 et 1977.
- Un mouvement de conservation naît pour empêcher la destruction du site par les travaux d’extension de la route, mené par la Société d’Archéologie d’Okinawa. La mobilisation de l’île entière a entraîné la modification des plans de construction de la route pour assurer la conservation du site[5].
- 7 avril 1975, enregistrement en tant que Site Historique National[5].